# 乳首ピアス
乳首ピアス（ちくびピアス）とは、乳首に入れるボディピアスのこと。ニップルピアスとも言う。

## 歴史
乳首に装飾品を貫通させる行為は古くから行われており、アメリカのインディアン部族カランカワの男性や、アルジェリアのカビル族の女性は乳首にピアスをしている。
西洋での乳首ピアスはヴィクトリア朝時代に発展し、小さなダイヤモンドリングや金の鎖を使用することが流行した。
最近ではファッションとして行う者が多くなっている。

## 概要
通常は乳首の根本に行う。すでにピアスが入っている場合は乳輪部を抉るように入れることもある。
使うピアスはバーベルピアスやキャプティブビーズリングが一般的。バーベルピアスの方が傷への負担は小さいが、洗浄の事もあり入れた直後は少し長めのものを使う。治癒後は動かないように、ちょうどのサイズに交換する。
キャプティブビーズリングの場合、リングのカーブが傷口に負担をかけないように直径が20mm程度のものを使用する。ゲージ数は14G～4G程度、プレイに使用する場合は8Gは必要である。

## 治癒期間
半年から一年。負担がかかりやすい場所であり、なかなか治癒しないこともある。

## 種類
ホリゾンタル
乳頭に対して水平に入れる乳首ピアス（バーベルピアスかキャプティブビーズリング）。
バーティカル
乳頭に対して垂直に入れる乳首ピアス（バーベルピアスかカーブドバーベルピアス）。